# Ildo Lobo
Ildo Lobo (25 de noviembre de 1953 † 20 de octubre de 2004), fue un cantante de Cabo Verde. Su voz versátil y melódica, fue la presencia escénica imponente y de los sombreros de marcas de boina que le hizo uno de los grandes intérpretes de todos los tiempos de música caboverdiana. Siempre bien conocido en las islas de Cabo Verde, Lobo saltó a la fama internacional con su primer trabajo en solitario, "Nós Morna", lo siguiente con otro álbum de "intelectual".

## Discografía

### Con losTubarões
- Pepe Lopi (1976)
- Tchon di Morgado (1976)
- Djonsinho Cabral (1979)
- Tabanca (1980)
- Tema para dois (1982)
- Os Tubarões (1990)
- Os Tubarões ao vivo ( 1993)
- Porton d’ nôs ilha (1994)

### Como artista en solitario
- Nôs morna (1996)
- Intellectual (2001)
- Incondicional (2004)